# Communio (revista)

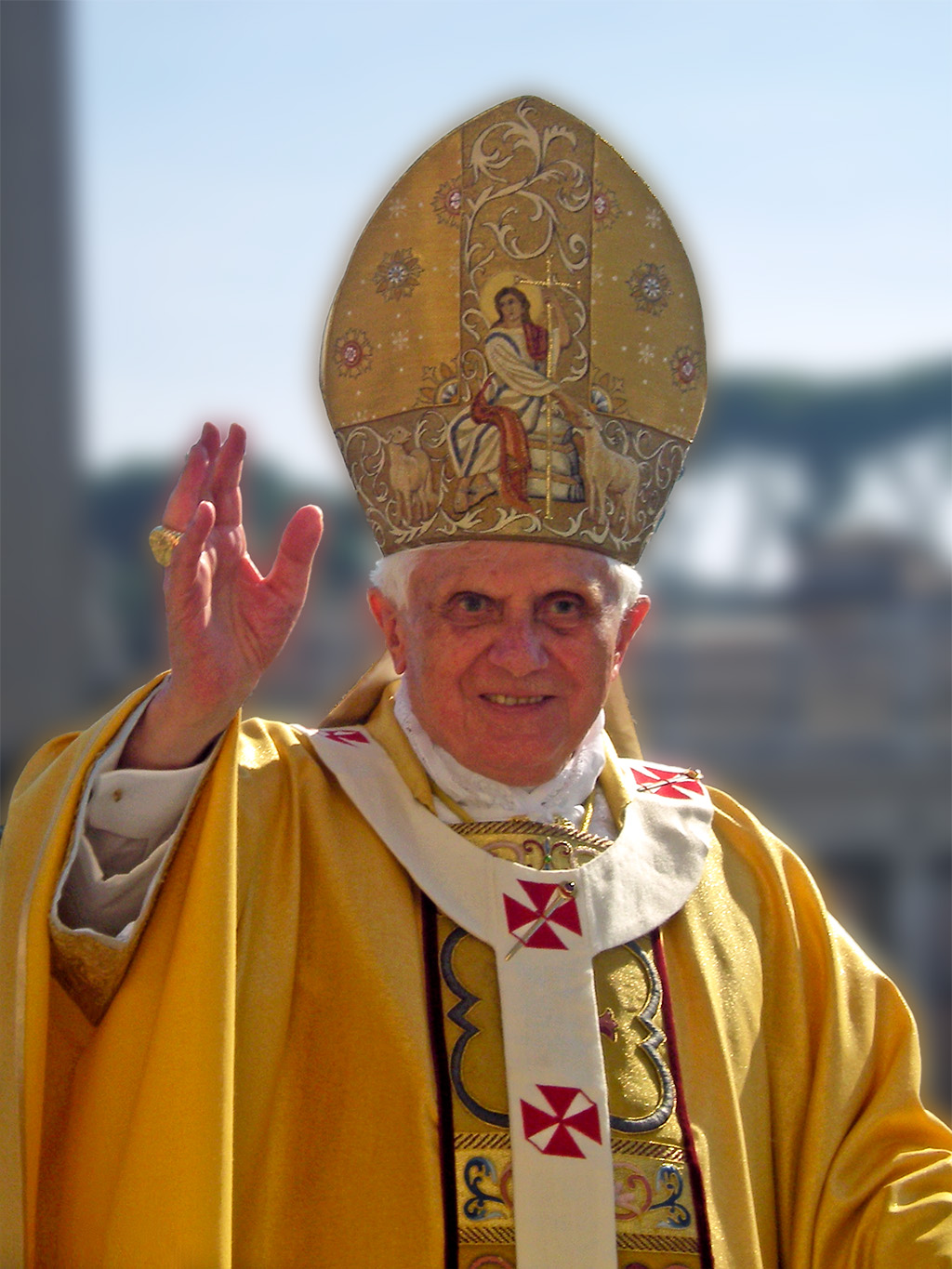
Imagen de Joseph Ratzinger (Benedicto XVI), uno de los fundadores de revista.

Communio es una federación de revistas científicas de Teología fundada en 1972 por Joseph Ratzinger (a partir de 2005 Papa Benedicto XVI), Hans Urs von Balthasar, Henri de Lubac y otros. Communio, actualmente se publica en quince idiomas incluyendo el alemán, inglés, español y otros, se ha convertido en una de las publicaciones periódicas más influyentes del pensamiento católico. Las diversas revistas se editan de forma independiente -con editores y redacciones independientes- pero, igualmente, se traducen los artículos entre ellas, aunque el contenido, en buena parte, es distinto. En español se ha publicado de 1979 a 1997, de 1999 a 2004 y, de nuevo, desde 2006.
La primera edición para América Latina fue creada en 1992 por los filósofos y especialistas en Ciencias Sociales Fernando Moreno y Carlos Martínez Farah,y el jesuita Francois Francou s.j en Santiago de Chile, y duró hasta 2006. Estuvo alojada en la Universidad Gabriela Mistral desde sus orígenes hasta su discontinuidad. A pesar de que aún se encuentra activa en su edición Chilena alojada en dicha casa de estudios, está sin actualización desde 2006  uvo el apoyo del Cardenal Alfonso López Trujillo, presidente del CELAM, y del jesuita Roger Vekemans. Se opuso a la Teología de la Liberación, y organizaron una reunión en Chile para apoyar al entonces jefe de la Congregación para la Fe, Cardenal Joseph Ratzinger, en su declaración de condena de la Teología de la Liberación. En el manifiesto final firmaron el cardenal Alfonso López Trujillo, el teólogo personal del papa, el francés George Cottier, y destacados teólogos de Latinoamérica y Europa considerados conservadores. 
En el periodo que la Revista fue editada por Carlos Martínez en la década de 1980 jugó un rol clave en la denuncia en contra de la teología de esta en la guerra civil de El Salvador y en el gobierno de Nicaragua.  En 1988 editaron un libro sobre la influencia de Gramsci en el tema cultural y religioso "Gramsci la nueva forma de penetración marxista" escrito y editado por Martínez.  Recibieron apoyo de fundaciones conservadoras católicas como Kirche in Not de Alemania y De Rance de Estados Unidos y organismos vinculados al gobierno de Estados Unidos. La revista se considera una pieza importante en el juegode la guerra fría al interior de la Iglesia católica, en clara coordinación con Juan Pablo II, Joseph Ratzinguer y funcionarios del gobierno de Reagan.
Contribuyeron a la desercion a Europa de la ex dirigente soviética Tatiana Goritcheva, de la cual también tradujeron al español y publicaron su primer libro en Occidente, en Santiago de Chile.